# Portal del Pont (Lleida)
El Portal del Pont és una obra neoclàssica de Lleida inclosa a l'Inventari del Patrimoni Arquitectònic de Catalunya.

## Descripció
Element de tipus monumental, dissenyat com a portalada de la ciutat mitjançant un arc de mig punt emmarcat per dues pilastres que suporten un frontó superior. Una volta gòtica cobreix el llindar de pas.
Sota l'arc hi ha l'entrada al núm.3 del carrer de l'Arc del Pont i al seu soterrani es troben les restes del primer arc del Pont Vell d'època gòtica.

## Història
La construcció actual data dels temps de Blondel i substitueix a l'antiga porta d'Alcàntara de la qual es tenen dades des del segle xii.